# Old Perlican
Old Perlican is een gemeente (town) in de Canadese provincie Newfoundland en Labrador. De gemeente ligt in het noorden van het schiereiland Bay de Verde in het zuidoosten van het eiland Newfoundland.

## Geschiedenis
Old Perlican was reeds in de 17e eeuw een van de belangrijke vissershavens aan de zogenaamde Engelse kust van Newfoundland.

## Demografie
Demografisch gezien is Old Perlican, net zoals de meeste kleine dorpen op Newfoundland, aan het krimpen. Tussen 1991 en 2021 daalde de bevolkingsomvang van 745 naar 608. Dat komt neer op een daling van 137 inwoners (-18,4%) in dertig jaar tijd.
| Jaar | Aantal inwoners | Verschil |
| ---- | --------------- | -------- |
| 1991 | 745             | –        |
| 1996 | 747             | +0,3%    |
| 2001 | 714             | -4,4%    |
| 2006 | 676             | -5,3%    |
| 2011 | 661             | -2,2%    |
| 2016 | 633             | -4,2%    |
| 2021 | 608             | -3,9%    |

## Zie ook

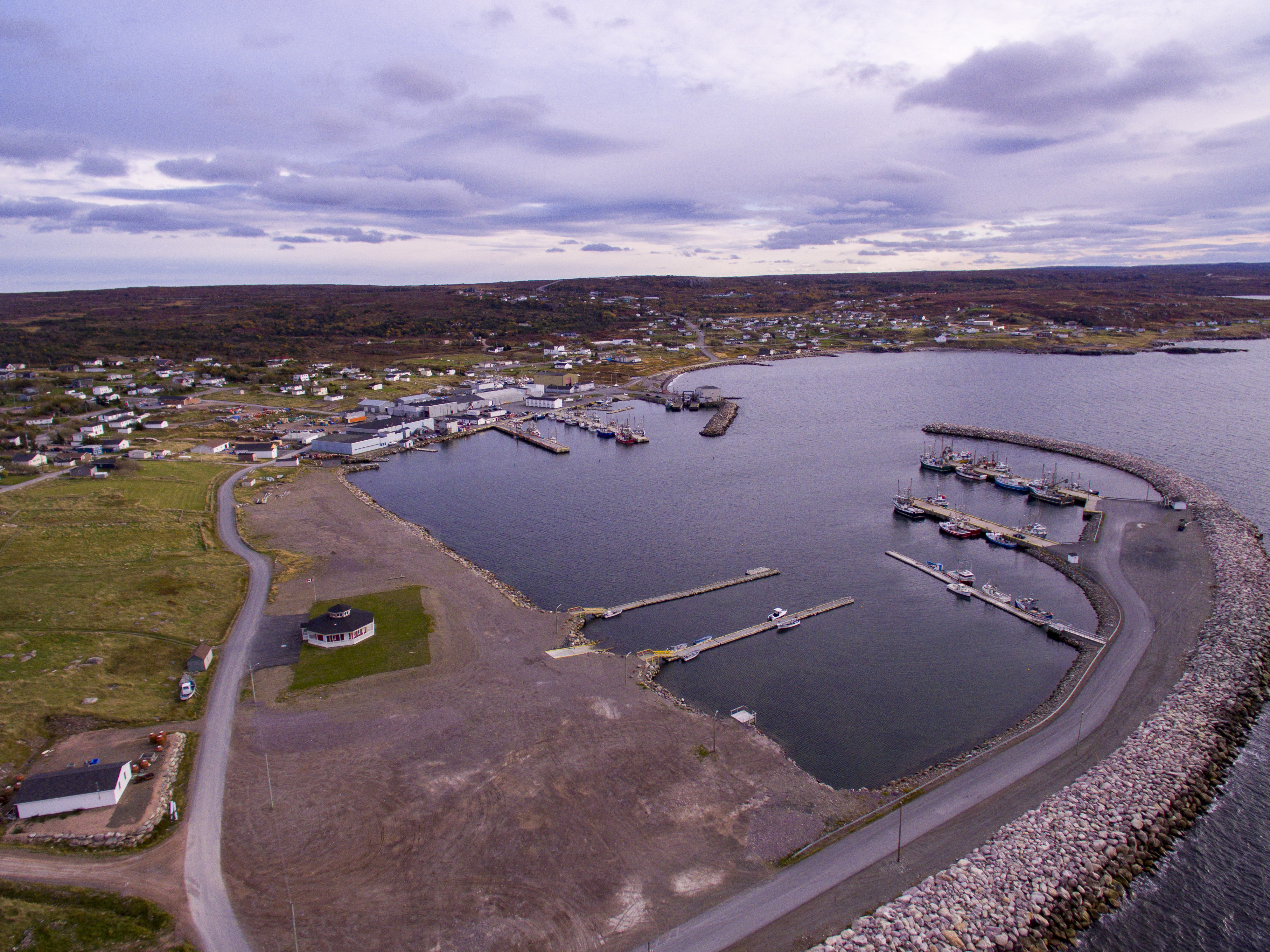
Luchtbeeld van de haven van Old Perlican, in het uiterste noorden van Trinity Bay (2017)